# Sundsvalls församling

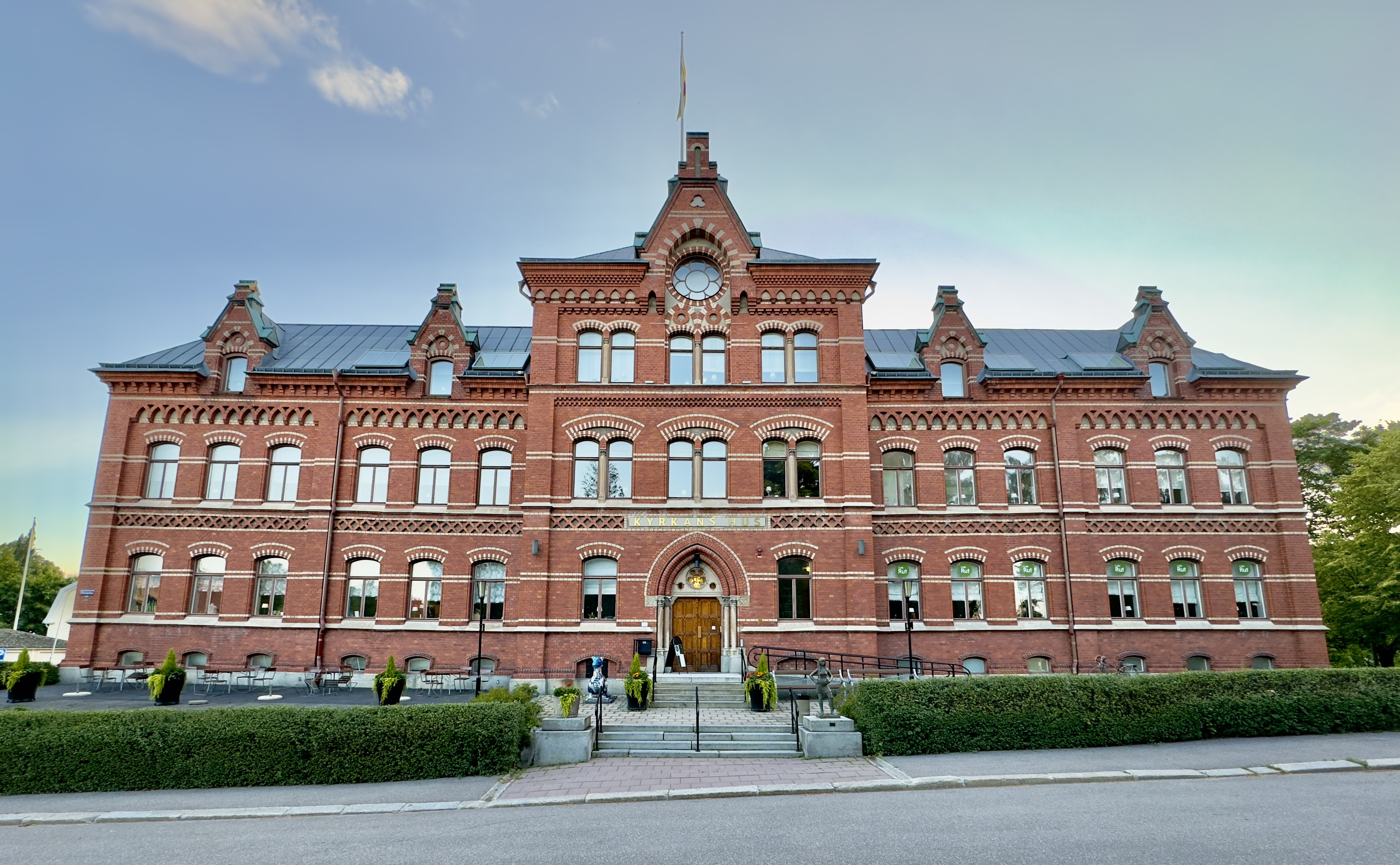
Kyrkans hus i Sundsvall.

Sundsvalls församling är en församling i Medelpads södra pastorat i Medelpads kontrakt i Härnösands stift.

## Administrativ historik
Sundsvalls församling bildades 1624, strax efter stadfästningen av Sundsvall, genom en utbrytning ur Selångers församling och namnändrades 4 februari 1955 till Sundsvalls Gustav Adolfs församling. Församlingen var till 1822 annexförsamling i pastoratet Selånger, Sättna och Sundsvall. Från 1822 till 1948 utgjorde församlingen ett eget pastorat, för att därefter vara moderförsamling i pastoratet Sundsvalls Gustav Adolf (Sundsvall till 1955) och Skönsmon där pastoratets namn var Sundsvalls pastorat.
År 2015 införlivades Skönsmons församling och församlingen namnändrades åter till Sundsvalls församling. 1 januari 2025 blev församlingen en del av Medelpads södra pastorat.

## Kyrkor och andra byggnader
Församlingens första kyrka var en träkyrka vid Selångersån vid nuvarande Åkroken på Västermalm, där staden år 1621 fick sin ursprungliga plats. Kyrkan byggdes söder om stadens dåvarande torg, på krönet av kullen där Väderkvarnsbacken upp mot Grönborgsgatan idag ligger.
I samband med att stadens centrum flyttades österut till sin nuvarande position på 1640-talet placerades kyrkan där Sundsvalls stadshus ligger idag. 
Efter att staden bränts ned i samband med Stora nordiska kriget år 1721 började man planera en större kyrka. Sundsvall Lovisa Ulrika kyrka byggdes på den position där Gustav Adolfs kyrka idag står och invigdes 1753. Kyrkan totaltförstördes emellertid vid den fjärde och största Sundsvallsbranden 1888. Dagens kyrka byggdes 1894, och blev således den fjärde kyrkan, och namnändrades till Gustav Adolfs kyrka 1955.
Församlingen har följande kyrkor och kapell:
- Gustav Adolfs kyrka
- Skönsmons kyrka
- Löruddens kapell
- Bremöns kapell på Bremön
- Sundsvalls Gustav Adolfs gravkapell
- Skönsmons gravkapell

År 2006 samlades församlingens administration och annan verksamhet i Kyrkans hus, som är Sundsvalls gamla flickskola.

## Organister och klockare
Lista över organister.
| Verksam   | Namn                  | Levnadstid | Övrigt    |
| --------- | --------------------- | ---------- | --------- |
| 1732–1738 | Gabriel Hagert        |            | Organist  |
| 1729–1740 | Olof Geting           |            | Klockare  |
| 1741–1749 | Petter Bistedt        |            | Organist  |
| 1741–1784 | Tore Geting           |            | Klockare  |
| 1759–1784 | Sven Daniel Forssberg |            | Organist. |
| 1842–1881 | Erik Peter Billström  | 1819–1881  | Organist. |
| 1928–1966 | John Hult             | 1899–1987  | Organist. |